# Cherish (Madonna)
Cherish è una canzone della cantautrice statunitense Madonna. È il terzo singolo estratto dall'album Like a Prayer ed è stato scritto e prodotto da Madonna e Patrick Leonard.
Nel singolo, che ha raggiunto la seconda posizione nella classifica di Billboard, è stato inserito come b-side il brano Supernatural.
Il brano è stato pubblicato nel primo greatest hits, The Immaculate Collection e nella raccolta del 2009 Celebration

## Il video
Il video, diretto dal famoso fotografo Herb Ritts, è stato girato in bianco e nero sulla spiaggia di Malibù nel luglio del 1989. La cantante Madonna si diverte a giocare con sirene e tritoni. Nel video appare anche il modello Tony Ward.
È stato inserito nella raccolta di videoclip The Immaculate Collection e nel recente dvd Celebration: The Video Collection.

## Tracce
US / CAN / JPN 7" e cassetta
1. "Cherish" (fade) – 4:03
2. "Supernatural" (non-LP track) – 5:12

US / CAN 7"
1. "Cherish" (fade) – 4:03
2. "Cherish" (LP version) – 5:03

UK / Europa 7"
1. "Cherish" (7" version) – 4:03
2. "Supernatural" (non-LP track) – 5:12

UK 12" / Riedizione CD maxi-singolo (1995)
1. "Cherish" (extended version) – 6:18
2. "Cherish" (7" version) – 4:03
3. "Supernatural" (non-LP track) – 5:12

## Esecuzioni dal vivo
La canzone è stata presentata dal vivo durante il Blond Ambition Tour del 1990

## Classifiche
Il singolo fu l'ennesimo successo per Madonna.
| Classifica (1989) | Posizione massima |
| ----------------- | ----------------- |
| Australia         | 4                 |
| Austria           | 16                |
| Belgio            | 7                 |
| Canada            | 1                 |
| Paesi Bassi       | 15                |
| Francia           | 15                |
| Germania          | 16                |
| Irlanda           | 2                 |
| Italia            | 3                 |
| Norvegia          | 10                |
| Spagna            | 10                |
| Svizzera          | 10                |
| Regno Unito       | 3                 |
| Stati Uniti       | 2                 |

### Classifiche di fine anno
| Classifica (1989) | Posizione |
| ----------------- | --------- |
| Australia         | 47        |
| Canada            | 9         |
| Stati Uniti       | 59        |